# Bye Bye Baby (bài hát của Madonna)
"Bye Bye Baby" là một bài hát của ca sĩ người Mỹ Madonna nằm trong album phòng thu thứ năm của cô, Erotica (1992). Bài hát được phát hành làm đĩa đơn thứ 5 và cũng là cuối cùng từ album vào ngày 15 tháng 11 năm 1993 bởi Maverick Records.

## Danh sách track và định dạng
Germany/Australia CD single (9362-41196-2)
1. Bye Bye Baby (Album Version) (3:56)
2. Bye Bye Baby (N.Y. Hip Hop Mix) (3:51)
3. Bye Bye Baby (California Hip Hop Jazzy) (3:43)
4. Bye Bye Baby (Madonna's Night On The Club) (5:16)
5. Bye Bye Baby (Rick Does Madonna's Dub) (6:20)
6. Bye Bye Baby (House Mix) (3:50)
7. Bye Bye Baby (Madonna Gets Hardcore) (4:24)

Germany 7" single (5439-18302-7) / Australia Cassette single (5439183024)
1. Bye Bye Baby (Album Version) (3:56)
2. Bye Bye Baby (N.Y. Hip Hop Mix) (3:51)

Germany 12" maxi-single (9362-41195-0)
1. Bye Bye Baby (N.Y. Hip Hop Mix) (3:51)
2. Bye Bye Baby (Madonna's Night On The Club) (5:16)
3. Bye Bye Baby (Tallahassee Pop) (3:48)
4. Bye Bye Baby (Rick Does Madonna's Dub) (6:20)

Germany 2x12" promo (PRO 851)
1. Bye Bye Baby (N.Y. Hip Hop Mix) (3:51)
2. Bye Bye Baby (Madonna's Night On The Club) (5:16)
3. Bye Bye Baby (House Mix) (3:50)
4. Bye Bye Baby (Rick Does Madonna's Dub) (6:20)
5. Bye Bye Baby (Tallahassee Pop) (3:48)
6. Bye Bye Baby (California Hip Hop Jazzy) (3:43)
7. Bye Bye Baby (Album Version) (3:57)
8. Bye Bye Baby (Madonna Gets Hardcore) (4:23)

Japan 3" CD single (WPDP-6347/WPDP-3132)
1. Bye Bye Baby (Album Version) (3:56)
2. Rain (Radio Remix) (4:33)

Italy 7" jukebox promo (PROMO 494)
1. Madonna - Bye Bye Baby (Album Version) (3:56)
2. Frankie Goes To Hollywood - Relax (3:55)

## Bảng xếp hạng
| Bảng xếp hạng (1993)            | Vị trí cao nhất |
| ------------------------------- | --------------- |
| Australian ARIA Singles Chart   | 15              |
| Italian Singles Chart           | 15              |
| Japanese Oricon Singles Chart   | 15              |
| New Zealand RIANZ Singles Chart | 43              |
| Swiss Singles Chart             | 28              |